# 지토세촌 (도쿄부)
지토세촌(千歳村)은 도쿄부 기타타마군에 일찍이 존재했던 촌이다. 2016년 1월 현재의 세타가야구의 서북부에 해당한다.

## 역사
- 1889년 4월 1일 - 정촌제 시행에 수반해 가나가와현 기타타마군 지토세촌이 성립하였다.
- 1893년 4월 1일 - 도쿄부에 이관되었다.
- 1936년 10월 1일 - 도쿄시에 편입해, 세타가야구의 일부가 되었다.

## 교통

### 철도
- 게이오 전기철도 (현 게이오 전철)
  - 게이오선
- 오다와라 급행철도 (현 오다큐 전철)
  - 오다와라선

### 도로
- 고슈 가도